# Eriospermum porphyrovalve
Eriospermum porphyrovalve là một loài thực vật có hoa trong họ Măng tây. Loài này được Baker mô tả khoa học đầu tiên năm 1891.